# Thoan (jeu de rôles)
THOAN, les Faiseurs d'Univers est un jeu de rôles français édité en 1995 par Jeux Descartes. Il a pour cadre la série de science-fiction éponyme de Philip José Farmer.

## L'univers
Note : ce qui suit est une vision relativement tronquée de la vérité, afin de ne pas gâcher le plaisir de la découverte qui est un des moteurs du jeu.
Il y a 12 000 ans de cela, le peuple des Thoans, qui vivait dans un monde semblable au Système solaire, découvrit qu'il ne s'agissait que d'un simulacre créé par une race supérieure et inconnue. Dans leur recherche de ces êtres, ils découvrirent comment créer leurs propres cosmos privés, et aussi une race reptilienne, les Khringdiz, qu'ils exterminèrent dans une guerre sanglante. Ce conflit, entre autres événements, annihila presque la race des Thoans et les força à quitter leur monde natal, devenu inhabitable, pour vivre dans les 1008 univers artificiels, dont la Terre, parmi ceux qu'ils nommaient les lebblabbiys - les êtres de laboratoire, pour eux inférieurs par définition.
Leur vie de rois-dieux immortels, régnant sur des planètes entières de créatures soumises, éroda ce qui restait de leur morale (déjà très lâche) et en fit des tyrans ombrageux. Assez vite des vendettas éclatèrent entre eux, soit pour des raisons personnelles, soit pour le plaisir de s'emparer d'univers mieux conçus. Les rangs déjà clairsemés des Seigneurs se réduisirent bientôt à quelques centaines de personnes. Étant immortels (sauf accident), ils apprirent vite à monter des plans diaboliques courant sur des siècles, de sorte que la paranoïa devint la règle.
Dans ce marasme, quelques Seigneurs parvinrent pourtant à rester à l'écart. Ce fut entre autres le cas d'Orc le Rouge, Seigneur de la Terre, qui décida de mener une expérience de liberté absolue sur son monde. Cela permit à la civilisation terrienne de monter à un niveau incroyable, la plupart des autres univers restant au mieux au Moyen Âge sous la férule de Thoans qui jouent aux dieux. Jadawin, lui, créa le splendide Monde à étages, une planète en forme de "pièce montée" dont les différents niveaux abritent des civilisations variées. Il décréta que son monde ignorerait la maladie, les mutilations et (presque) la mort : ses sujets vivent en effet plusieurs milliers d'années.
Aux alentours de notre époque, plusieurs millénaires de vendetta ont fini par user les Thoans qui ne peuvent plus contrôler toutes leurs bases, toutes leurs voies de communication, toute leur technologie. Des bribes de savoir tombent alors entre les mains de lebblabiys qui se lancent dans l'exploration des mondes. Ils y découvrent leur véritable origine, la réalité de leurs maîtres, et surtout beaucoup de dangers.
Le jeu couvre principalement le Monde à Etages, car c'est celui que Philip José Farmer a le plus développé. Ce monde dont la technologie oscille entre l'âge de la pierre et l'Atlantide fantasmée, a aussi l'avantage d'être un bon point de départ pour des joueurs et personnages novices.

## Règles
Les règles de Thoan sont simples à la base, mais de nombreux systèmes de simulation de course, de chasse, etc. viennent les complexifier si on le souhaite. Le côté simulationniste est très présent.
Tout objet vivant ou inerte, de la bactérie à la Terre, a une échelle qui va de 1 (molécule) à 6 (planétoïde). Cette échelle est elle-même affectée d'un indice entre 1 et 6* (sorte de "6,5"). Toute caractéristique se place dans cette échelle. Un humain a donc une caractéristique moyenne de 3.2 en Force, Intellect, Ruse, Souplesse, etc. Par contraste, un merle aura 2.4 en Force, mais 3.6* en Agilité (essayez d'attraper un merle à mains nues : il faut être doué). Et un éléphant aura 4.1 en Masse et en Force (il peut démolir une maison de bois, qui a une Masse de 4.1).
Inutile de dire qu'on n'a que très peu de chances d'influer sur l'échelle supérieure, car même un haltérophile de Force 3.6 aura bien du mal à bouger un éléphant de Masse 4.1.
Les compétences suivent la même échelle. Elles dérivent d'une caractéristique, à moins qu'elles ne démarrent à un niveau arbitraire, par exemple "Ruse -3" (il faut retirer 3 niveaux à la Ruse) ou "Force" (la compétence est égale à la Force). Un niveau de 1.1 à 1.6 est ridicule, un niveau de 2.1 à 2.6 novice, 3.1 à 3.6 est confirmé, 4 est génial, 5.1 à 5.6 visionnaire, 6.1 à 6.6 cosmique. Par exemple, pour les machines, 1.x permet d'actionner un bouton (niveau du rat), 2.x d'utiliser des leviers complexes sans comprendre le principe (niveau d'un utilisateur régulier mais non instruit), 3.x de réparer la machine (niveau d'un artisan ou réparateur confirmé), 4.x de la concevoir en détail (niveau d'un ingénieur), 5.x d'en inventer de nouvelles (niveau d'un chercheur) et 6.x de réfléchir sur ses principes physiques mêmes pour la changer du tout au tout (niveau d'un génie). Un utilisateur avec 3.1 travaillera moins vite et moins sûrement qu'un autre avec 3.6, mais il pourra quand même faire les mêmes choses.
Un personnage qui agit lance autant de dés que son trait ou sa compétence (3 dés pour un indice de 2.3, par exemple), éventuellement modifié(s) par des outils ou autres aides. Chaque dé qui fait autant ou plus que la difficulté fixée par le meneur de jeu est un succès. Un seul succès donne une victoire marginale, sept succès une victoire parfaite. Des règles annexes couvrent les cas où il faudrait faire interagir des échelles différentes.
La création de personnage se fait en choisissant entre une grosse vingtaine d'archétypes issus des livres de Ph. J. Farmer. On peut ainsi jouer un Centaure, un Viking, un gorille intelligent, un Elfe volant, un paladin juif, ou tout simplement un Terrien lambda qui se retrouve plutôt désorienté dans ces mondes bizarres. Un archétype donne des minima et maxima, des compétences à développer, un équipement de base, et entre 10 et 30 points d'héroïsme.
Ces points d'héroïsme sont un élément majeur du système : ils servent à la fois de points-joker, donnant des bonus, et de points de progression à la fin d'une aventure (comme dans Star Wars). Leur utilisation permet de rendre l'ambiance endiablée des poursuites, combats, etc. tels qu'ils sont contés dans les romans.

## Gamme
Thoan a un écran signé de Siudmak qui a aussi créé la couverture. On y trouve joint un scénario : Le pèlerinage des Muses. Un seul supplément est paru : Arwoor, le début d'une campagne sur un usurpateur qui a renversé Jadawin et pris le contrôle du Monde à Étages. Un supplément amateur "La Chute d'Arwoor" est venu compléter le début de la saga.